# 수려선
수려선(水驪線)은 수원과 여주를 사이에 이어준 협궤 철도 노선이다. 1972년 4월 1일자로 전 구간 폐선되었다.

## 역사

### 개요
일제 강점기인 1930년 12월에 사철인 조선경동철도주식회사가 여주 지역의 쌀을 수탈하려는 목적으로 부설하였다. 1942년에 수인선과 함께 조선철도에 양도되어 두 선을 합쳐 경동선(京東線)이라 하였다가 광복 이후 사철 국유화 정책에 따라 교통부 철도국 소유로 변경되었다.
박정희 정부 때 구둔역까지 연장하는 계획이 세워진 적이 있으나, 1971년에 영동고속도로가 개통되고 여주와 수원 사이의 철도 교통 수요가 급감하여 1972년 4월 1일에 전 구간 폐선되었다. 폐선 당시 노선 연장은 73.4 km였다.

### 연혁
- 1930년 12월 1일: 수원-이천 간 영업 개시[3]
- 1931년 12월 1일: 이천-여주 간 영업 개시[4]
- 1972년 4월 1일: 전 구간 폐지[5]

## 역 목록
로마자 역명은 1972년 3월 31일 당시 표기법을 적용하였다.
| 역명   | 로마자 역명 | 한자 역명 | 접속 노선     | 역간 거리 | 영업 거리 | 행정구역(1972년 당시) | 행정구역(1972년 당시) | 행정구역(1972년 당시) | 행정구역(2021년 기준) | 행정구역(2021년 기준) | 행정구역(2021년 기준) | 행정구역(2021년 기준) |
| ------ | ----------- | --------- | ------------- | --------- | --------- | --------------------- | --------------------- | --------------------- | --------------------- | --------------------- | --------------------- | --------------------- |
| 수원   | Suwon       | 水原      | 경부선 수인선 | 0.0       | 0.0       | 경기도                | 수원시                | 수원시                | 경기도                | 수원시                | 권선구                | 권선구                |
| 화성   | Hwaseong    | 華城      |               | 3.0       | 3.0       | 경기도                | 수원시                | 수원시                | 경기도                | 수원시                | 권선구                | 권선구                |
| 원천   | Weoncheon   | 遠川      |               | 3.5       | 6.5       | 경기도                | 수원시                | 수원시                | 경기도                | 수원시                | 영통구                | 영통구                |
| 덕곡   | Deokgok     | 德谷      |               | 2.5       | 9.0       | 경기도                | 용인군                | 기흥면                | 경기도                | 용인시                | 기흥구                | 기흥구                |
| 신갈   | Singal      | 新葛      |               | 3.5       | 12.5      | 경기도                | 용인군                | 기흥면                | 경기도                | 용인시                | 기흥구                | 기흥구                |
| 어정   | Eojeong     | 漁汀      |               | 3.4       | 15.9      | 경기도                | 용인군                | 구성면                | 경기도                | 용인시                | 기흥구                | 기흥구                |
| 삼가   | Samga       | 三街      |               | 5.9       | 21.8      | 경기도                | 용인군                | 용인면                | 경기도                | 용인시                | 처인구                | 삼가동                |
| 용인   | Yongin      | 龍仁      |               | 2.3       | 24.1      | 경기도                | 용인군                | 용인면                | 경기도                | 용인시                | 처인구                | 김량장동              |
| 마평   | Mapyeong    | 麻坪      |               | 4.3       | 28.4      | 경기도                | 용인군                | 용인면                | 경기도                | 용인시                | 처인구                | 동부동 (용인시)       |
| 양지   | Yangji      | 陽智      |               | 3.5       | 31.9      | 경기도                | 용인군                | 내사면                | 경기도                | 용인시                | 처인구                | 양지면                |
| 제일   | Jeil        | 霽日      |               | 3.5       | 35.4      | 경기도                | 용인군                | 내사면                | 경기도                | 용인시                | 처인구                | 양지면                |
| 오천   | Ocheon      | 午川      |               | 4.6       | 40.0      | 경기도                | 이천군                | 마장면                | 경기도                | 이천시                | 마장면                | 마장면                |
| 표교   | Pyogyo      | 標橋      |               | 5.7       | 45.7      | 경기도                | 이천군                | 마장면                | 경기도                | 이천시                | 마장면                | 마장면                |
| 유산   | Yusan       | 酉山      |               | 3.7       | 49.4      | 경기도                | 이천군                | 호법면                | 경기도                | 이천시                | 호법면                | 호법면                |
| 이천   | Icheon      | 利川      |               | 3.7       | 53.1      | 경기도                | 이천군                | 이천읍                | 경기도                | 이천시                | 창전동                | 창전동                |
| 무촌   | Muchon      | 茂村      |               | 4.5       | 57.6      | 경기도                | 이천군                | 부발면                | 경기도                | 이천시                | 부발읍                | 부발읍                |
| 죽당   | Jugdang     | 竹堂      |               | 2.1       | 59.7      | 경기도                | 이천군                | 부발면                | 경기도                | 이천시                | 부발읍                | 부발읍                |
| 매류   | Maeryu      | 梅柳      |               | 4.7       | 64.4      | 경기도                | 여주군                | 능서면                | 경기도                | 여주시                | 세종대왕면            | 세종대왕면            |
| 광대리 | Gwangdaeri  | 廣大里    |               | 2.6       | 67.0      | 경기도                | 여주군                | 능서면                | 경기도                | 여주시                | 세종대왕면            | 세종대왕면            |
| 연라리 | Yeonrari    | 煙羅里    |               | 2.7       | 69.7      | 경기도                | 여주군                | 여주읍                | 경기도                | 여주시                | 중앙동(연라동)        | 중앙동(연라동)        |
| 여주   | Yeoju       | 驪州      |               | 3.7       | 73.4      | 경기도                | 여주군                | 여주읍                | 경기도                | 여주시                | 여흥동(홍문동)        | 여흥동(홍문동)        |

## 현재의 상태 및 장래 계획

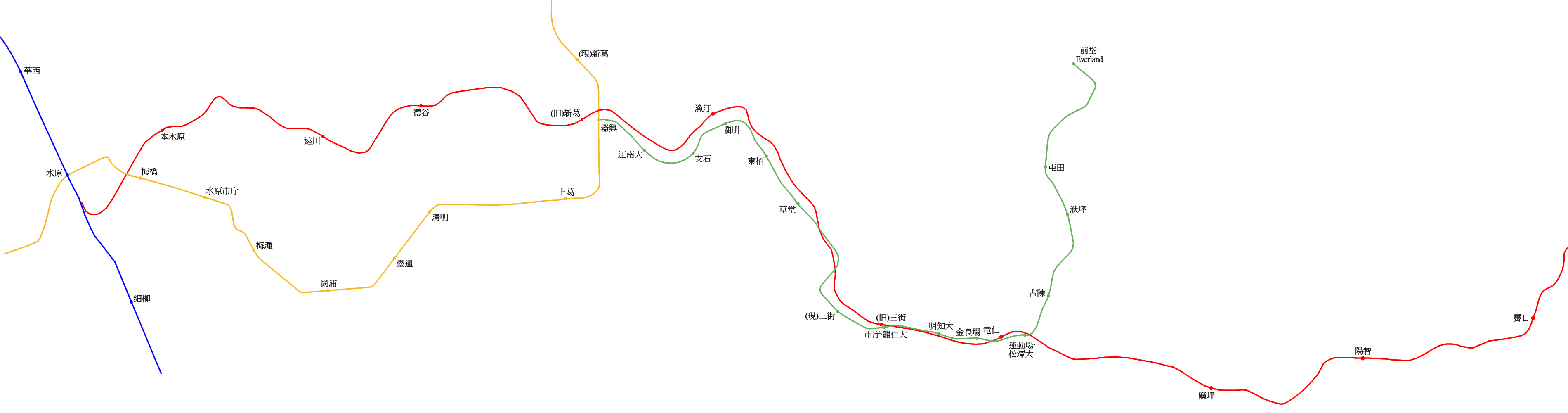
수려선(수원시 및 용인시 관내에 한함)과 현존 노선들의 위치관계. 적색이 수려선, 황색이 분당선/수인선, 녹색이 용인경전철, 청색이 경부선.

수려선은 수인선처럼 전 구간을 표준궤 복선전철로 다시 부활시키는 계획은 없으나, 도로로 사용되거나, 새로 건설되는 노선의 부지로 활용되는 구간이 많다.
- 덕곡~신갈 구간의 일부(태광CC~녹십자4거리)는 도로로 사용되고 있다.
- 신갈~용인 구간은 에버라인의 기흥~운동장 · 송담대 구간과 경로가 흡사하다.
- 이천~여주 구간은 경강선의 일부가 대체한다.

## 같이 보기
- 한국철도공사